# Первушин, Михаил Григорьевич
Михаил Григорьевич Первушин (22 мая 1860 — 1920-е годы, Рославль) — генерал-майор Русской императорской армии, командир Невского 1-го пехотного полка.

## Биография
Родился в семье военнослужащего, прапорщика. Отдан на воспитание в Псковскую военную гимназию, позже окончил Рижское пехотное юнкерское училище.
12.08.1877 г. поступил на службу рядовым-вольноопределяющимся 3-го разряда. Был зачислен в 96-й пехотный запасный батальон. В октябре 1878 г. переведён на службу в 96-й пехотный Омский полк. Произведён в унтер-офицеры, затем в старшие унтер-офицеры.
За отличные результаты в фехтовании был награждён личным оружием — револьвером.
10 сентября 1880 г. — прапорщик. Переведён в 90-й пехотный Онежский полк 5 марта 1884 г.
Позже переведен в Омский 96-й пехотный полк. Подпоручик (16.01.1885). Поручик (01.03.1889). Штабс-Капитан (01.04.1899). Капитан (06.05.1900).
Участник Русско-японской войны 1904—1905 годов. Получил ранение. 26.09.1905 года за проявленные боевые отличия произведен в подполковники.
01.06.1906 г. за отличие получил чин полковника.
С 08.07.1911 года назначен командиром Невского 1-го пехотного полка. Участник Первой мировой войны. Командовал полком в походе в Восточную Пруссию и боях (Битва при Танненберге) в составе 1-й пехотной дивизии 13-го армейского корпуса.
17 августа 1914 года лично руководил попыткой прорваться из окружения, получил 4 ранения, в том числе, штыковые. Будучи раненным, попал в плен. 2 января 1915 года как пропавший без вести, был исключен из полковых списков.
В 1916 году при обмене с Германией ранеными и инвалидами вернулся в Россию. 6 апреля 1916 г. назначен в резерв чинов при штабе Петроградского ВО.
За проявленные доблесть и боевые отличия 6.05.1916 года присвоен чин генерал-майора.
Уволен со службы по болезни 22.03.1917 года.

## Награды
- Орден Святого Станислава 2-й ст. с мечами (1904)
- Орден Святой Анны 2-й ст. с мечами (1905)
- Орден Святого Владимира 3-й ст. (1912)
- Орден Святого Георгия 4-й ст. (12.10.1916)